# Djupsjön (Åsele socken, Lappland, 710375-157835)
Djupsjön är en sjö i Åsele kommun i Lappland och ingår i Ångermanälvens huvudavrinningsområde. Sjön har en area på 0,105 kvadratkilometer och ligger 304,9 meter över havet. Sjön avvattnas av vattendraget Bredvattenbäcken.

## Delavrinningsområde
Djupsjön ingår i det delavrinningsområde (710328-157916) som SMHI kallar för Utloppet av Djupsjön. Medelhöjden är 312 meter över havet och ytan är 1,54 kvadratkilometer. Det finns ett avrinningsområde uppströms, och räknas det in blir den ackumulerade arean 34,48 kvadratkilometer. Bredvattenbäcken som avvattnar avrinningsområdet har biflödesordning 3, vilket innebär att vattnet flödar genom totalt 3 vattendrag innan det når havet efter 196 kilometer. Avrinningsområdet består mestadels av skog (64 procent) och sankmarker (30 procent). Avrinningsområdet har 0,1 kvadratkilometer vattenytor vilket ger det en sjöprocent på 6,7 procent.